# 神山修一
神山 修一（こうやま しゅういち、1961年11月25日 - ）は、日本の脚本家、小説家、文芸評論家。日本脚本家連盟会員。福島県出身。

## 人物
小説家・評論家としてデビューした後、『青の6号』のノベライズを担当したことを切っ掛けに、GONZO制作のアニメーションに脚本家として携わるようになる。文芸評論家としては、河出書房新社の『文藝』を中心に、各文芸誌や『ユリイカ』に執筆歴を持ち、書評や作家へのインタビュー、文芸時評の連載など旺盛に活躍。また、コミックビームでは、偉人を紹介するコラム「コマンタレビーマー」を長期にわたって担当している。

## 参加作品

### テレビアニメ
- FF：U 〜ファイナルファンタジー:アンリミテッド〜（2001年）
- LAST EXILE（2003年）
- 巌窟王（2004年・シリーズ構成[1]）
- SAMURAI 7（2004年）
- BLACK CAT（2005年-2006年・シリーズ構成）
- パンプキン・シザース（2006年-2007年）
- RAY THE ANIMATION（2006年）
- PRISM ARK（2007年）
- 遊☆戯☆王5D's（2008年、一本のみ）
- バトルスピリッツ 少年激覇ダン（2009年-2010年）
- バトルスピリッツ ブレイヴ （2010年-2011年）
- イナズマイレブンGO （2011年-2012年）
- バトルスピリッツ 覇王 （2011年-2012年）
- ラストエグザイル-銀翼のファム- （2011年）[2]
- ダンボール戦機W （2012年）
- イナズマイレブンGO クロノ・ストーン （2012年）
- バトルスピリッツ ソードアイズ （2012年）
- おじゃる丸 （2015年～、テレビスペシャル版も担当）
- 逆転裁判 〜その「真実」、異議あり!〜 （2016年）
- ヘボット!（2016年）
- 銀の墓守り（2017年）
- 新幹線変形ロボ シンカリオン（2018年）
- BEM（2019年）
- もっと!まじめにふまじめ かいけつゾロリ（2020年）
- ニンジャラ（2022年）

### WEBアニメ
- 虫籠のカガステル（2020年・シリーズ構成）

### 映画
- ラストエグザイル-銀翼のファム-  Over The Wishes（2016年）

### 実写
- ケータイ捜査官7 （2008-2009年）

### 小説・評論 （単行本化）
- 『NOëL』（1996年・角川書店）
- 『竜機伝承 フィルソナの蒼い月』（1997年・ケイエスエス）
- 『ノエル・ル・ソレイユ』（1998年・角川書店）
- 『 青の6号』（1999年・角川書店）
- 『DRIVE』（2002年・河出書房新社）
- 『LAST EXILE』（2003年・角川書店）
- 『巌窟王』全3巻（2005年・メディアファクトリー）
- 『世界偉人変人博物館 -77のよりすぐりの人生-』(2015年)

共著
- 『文学再生計画』（2000年・河出書房新社。石川忠司と共著）
- 『歴史としての3.11』（2012年・河出書房新社）

### 評論・随筆
- 「コマンタレビーマー」（1995年～現在　エンターブレイン・コミックビーム　挿絵・ほりのぶゆき）